# Hoher Göll
Hoher Göll es una montañas que se eleva hasta los 2.522 metros (8.274 pies) en los Alpes de Berchtesgaden, se trata del pico más alto del macizo Göll, ubicado en la frontera entre el estado alemán de Baviera y Salzburgo, en Austria.
Sobresaliendo por encima de Obersalzberg cerca de Berchtesgaden, el macizo está situado entre el lago Königssee y el Ache Königsseer en el oeste, frente a Watzmann y el Valle Salzach de la región Tennengau en el este.